# Lispe desertorum
Lispe desertorum är en tvåvingeart som beskrevs av Huckett 1966. Lispe desertorum ingår i släktet Lispe och familjen husflugor.
Artens utbredningsområde är Kalifornien. Inga underarter finns listade i Catalogue of Life.